# Пыщугский район
Пы́щугский райо́н — административно-территориальная единица (район) и муниципальное образование (муниципальный район) на северо-востоке Костромской области России.
Административный центр — село Пыщуг.

## География
Пыщугский район расположен в северо-восточной части Костромской области и граничит: на востоке – с Павинским и Вохомским районами, на юге – с Шарьинским, на западе – Межевским и на севере – с Вологодской областью.
Общая площадь земель района – 196,6 тыс.га.
В орографическом отношении район представляет собой переходную область от юго-западного окончания Северных Увалов к Ветлужско-Унженской низине и характеризуется полого-холмистым рельефом и сравнительно густой речной и овражно-балочной сетью.
Территория района расположена в бассейне реки Ветлуга, одной из крупных притоков реки Волги.

## История
Заселение Пыщуганья проходило по реке Ветлуге. Первые поселенцы – марийцы (черемисы).
Слово Пыщуг имеет марийское происхождение и означает «липовая сторона».
В начале XVII века край вошёл в вотчину Мстиславских, затем князей Сицких и Сабуровых. Территория Пыщугского района входила в состав Ветлужского уезда, образованного 5 сентября 1778 года в составе Унженской провинции Костромского наместничества. С 1796 года территория нынешнего Пыщугского района – в составе Костромской губернии.
Постановлением Президиума ВЦИК от 5 июля 1922 года Ветлужский уезд (территория нынешнего Пыщугского района) был передан в Нижегородскую губернию.
В конце 1920-х гг. Пыщугский район входил в состав Шарьинского округа Нижегородского края. В соответствие с постановлением ЦИК и СНК СССР от 23 июля 1930 года округа упразднялись. Процесс их упразднения проходил с учётом сохранения существовавших тогда границ районов и сельских советов.
В 1932 году Нижегородский край был переименован в Горьковский край, в декабре 1936 года преобразован в Горьковскую область, в составе которой находился Пыщугский район.
В 1944 году Пыщугский район вошёл в состав образованной Костромской области.
Законом Костромской области от 30 декабря 2004 года район также был наделён статусом муниципального района, в составе которого были образованы 6 муниципальных образований нижнего уровня со статусом сельских поселений.
Законом Костромской области от 9 февраля 2007 года N 112-4-ЗКО Пыщугский район как административно-территориальная единица области также сохраняет свой статус.

## Население
| 1939   | 1959    | 1970  | 1979  | 1989  | 2002  | 2008  | 2009  | 2010  |
| ------ | ------- | ----- | ----- | ----- | ----- | ----- | ----- | ----- |
| 21 308 | ↘11 579 | ↘8916 | ↘7635 | ↘6965 | ↘6176 | ↘5585 | ↗5638 | ↘5201 |
| 2011   | 2012    | 2013  | 2014  | 2015  | 2016  | 2017  | 2018  | 2019  |
| ↘5176  | ↘5051   | ↘4949 | ↘4840 | ↘4673 | ↘4568 | ↘4489 | ↘4349 | ↘4262 |
| 2020   | 2021    |       |       |       |       |       |       |       |
| ↘4196  | ↘3484   |       |       |       |       |       |       |       |

### Национальный состав
По итогам переписи населения 2020 года проживали следующие национальности (национальности менее 0,1 % и другое, см. в сноске к строке «Другие»):
| Национальность | Численность, чел. | Доля     |
| -------------- | ----------------- | -------- |
| Русские        | 3414              | 97,99 %  |
| Украинцы       | 12                | 0,34 %   |
| Молдаване      | 10                | 0,29 %   |
| Другие         | 48                | 1,38 %   |
| Итого          | 3484              | 100,00 % |

## Административное деление
Пыщугский район как административно-территориальная единица включает 3 поселения.
В Пыщугский район как муниципальный район входят 3 муниципальных образования со статусом сельских поселений:
| № | Поселение                         | Административный центр | Количество населённых пунктов | Население | Площадь, км2 |
| - | --------------------------------- | ---------------------- | ----------------------------- | --------- | ------------ |
| 1 | Верхнеспасское сельское поселение | село Верхнеспасское    | 13                            | ↘271      | 140,0        |
| 2 | Головинское сельское поселение    | посёлок Боровской      | 6                             | ↘307      | 91,9         |
| 3 | Пыщугское сельское поселение      | село Пыщуг             | 25                            | ↘2906     | 1563,6       |

Законом Костромской области от 22 июня 2010 года в состав Пыщугского сельского поселения включены упразднённые Воздвиженское и Михайловицкое сельские поселения.
Законом Костромской области от 16 июля 2018 года было упразднено Носковское сельское поселение, влитое в Пыщугское сельское поселение.

## Населённые пункты
В Пыщугском районе 36 населённых пункта.
| №  | Населённый пункт    | Тип     | Население | Поселение                         |
| -- | ------------------- | ------- | --------- | --------------------------------- |
| 1  | Белая               | деревня | ↘60       | Пыщугское сельское поселение      |
| 2  | Бережок             | деревня | →0        | Верхнеспасское сельское поселение |
| 3  | Бобылица            | деревня | ↘8        | Верхнеспасское сельское поселение |
| 4  | Большая Каменка     | деревня | →0        | Пыщугское сельское поселение      |
| 5  | Боровской           | посёлок | ↗391      | Головинское сельское поселение    |
| 6  | Верхнеспасское      | село    | ↗285      | Верхнеспасское сельское поселение |
| 7  | Вятско-Николаевское | деревня | ↘6        | Верхнеспасское сельское поселение |
| 8  | Гаревая             | деревня | ↘2        | Пыщугское сельское поселение      |
| 9  | Головино            | деревня | ↗121      | Головинское сельское поселение    |
| 10 | Гомзиха             | деревня | ↗4        | Верхнеспасское сельское поселение |
| 11 | Гусиха              | деревня | ↘0        | Верхнеспасское сельское поселение |
| 12 | Заболотье           | деревня | ↘1        | Пыщугское сельское поселение      |
| 13 | Ильинское           | село    | ↘26       | Головинское сельское поселение    |
| 14 | Ираклиха            | деревня | ↗3        | Пыщугское сельское поселение      |
| 15 | Карманиха           | деревня | ↗2        | Верхнеспасское сельское поселение |
| 16 | Колпашница          | деревня | ↘200      | Головинское сельское поселение    |
| 17 | Кореповское         | деревня | →0        | Верхнеспасское сельское поселение |
| 18 | Крутая              | деревня | ↗179      | Верхнеспасское сельское поселение |
| 19 | Малая Каменка       | деревня | ↗4        | Верхнеспасское сельское поселение |
| 20 | Малая Каменка       | деревня | ↘6        | Пыщугское сельское поселение      |
| 21 | Михайловица         | село    | ↗107      | Пыщугское сельское поселение      |
| 22 | Морошкино           | деревня | ↗62       | Пыщугское сельское поселение      |
| 23 | Носково             | деревня | ↗187      | Пыщугское сельское поселение      |
| 24 | Носково             | село    | ↘54       | Пыщугское сельское поселение      |
| 25 | Носковский          | кордон  | ↗1        | Пыщугское сельское поселение      |
| 26 | Озерная             | деревня | ↘10       | Пыщугское сельское поселение      |
| 27 | Песчанка            | деревня | ↘1        | Пыщугское сельское поселение      |
| 28 | Петровка            | деревня | ↗1        | Головинское сельское поселение    |
| 29 | Притыкино           | деревня | ↗73       | Пыщугское сельское поселение      |
| 30 | Пыщуг               | село    | ↗3376     | Пыщугское сельское поселение      |
| 31 | Северный            | посёлок | ↗57       | Пыщугское сельское поселение      |
| 32 | Сергеевица          | деревня | ↗227      | Пыщугское сельское поселение      |
| 33 | Середняя            | деревня | ↘5        | Пыщугское сельское поселение      |
| 34 | Слепёнкино          | деревня | ↗31       | Пыщугское сельское поселение      |
| 35 | Таланкино           | деревня | ↗104      | Пыщугское сельское поселение      |
| 36 | Токовица            | деревня | ↘6        | Верхнеспасское сельское поселение |

### Упразднённые населённые пункты
- 2003 год — деревня Новониколаевское Верхнеспасского сельсовета[31]
- 2006 год — деревни Талица, Петухи, Реутиха, Пустосилово, Жучиха, Козловка и поселок Октябрьский[32].
- 2015 год — деревни  Дубровино и Невзориха[33].

- 2024 год — деревни Большой Шистом, Бурдово, Дунаево, Крутая (Пыщугское сельское поселение), Никитиха, Онучино, Суворово, Черновляне.

## Экономика
Основные отрасли хозяйства: заготовка и обработка древесины, производство и переработка сельскохозяйственной продукции.
Наибольшее развитие в Пыщугском районе получили предприятия лесозаготовок и деревообработки, в которых заняты также и малые предприятия, занимающиеся вывозкой древесины, производством деловой древесины, пиломатериалов, столярных изделий. Малые предприятия также выпекают хлеб и хлебобулочные изделия, выпускают безалкогольные напитки.
Большую часть в общем объёме лесозаготовок района занимает «Пыщуглеспром», созданный на базе бывшего леспромхоза.
Сельскохозяйственные организации района специализируются на производстве мяса и молока, выращивают зерновые и кормовые культуры. В сельском хозяйстве района работают как коллективные, так и крестьянские (фермерские) хозяйства.
В сельскохозяйственных организациях района трудится около 10% работающих на крупных и средних предприятиях района, в лесоводстве и лесозаготовках занято 16% работающих, в промышленности и строительстве – 8%, в социальной сфере (образовании, здравоохранении, культуре) – более 40%. В сфере малого бизнеса занято около трети от количества занятых в экономике района.

## Культура
Сеть учреждений культуры включает муниципальный краеведческий музей, централизованную библиотечную систему, клубные учреждения. В районе имеется детская школа искусств, учреждение дополнительного профессионального образования Пыщугский районный методический кабинет. Сфера образования представлена как дошкольными, так и общеобразовательными учреждениями – начальными, основными и средними школами. Работает образовательное учреждение начального профессионального образования, готовящее специалистов сферы услуг и прочих отраслей экономики.

## Достопримечательности
- Меч романского типа из Воздвиженского[34].